# Kaden Elliss
Kaden Elliss (Salt Lake City, Utah, 10 de julio de 1995) es un jugador profesional estadounidense de fútbol americano que se desempeña en la posición de linebacker en Atlanta Falcons, equipo de la National Football League (NFL).

## Carrera
Fue seleccionado en la séptima ronda en la Reunión Anual de Selección de Jugadores de la NFL de 2019. Hizo su debut profesional con el equipo New Orleans Saints, en el cual jugó cuatro temporadas (2019-2023), luego pasó a Atlanta Falcons, donde lleva jugando una temporada.